# فرانز باير (عسكري)
فرانز باير (بالألمانية: Franz Beyer)‏ هو عسكري ألماني، ولد في 22 أبريل 1918 في برلين في ألمانيا، وتوفي في 11 فبراير 1944 في فينلو في هولندا بسبب قتل في المعركة.